# اینکایا (ساری‌قمیش)
اینکایا (به ترکی استانبولی: İnkaya، به ارمنی: Մժնկերտ Ներքին) یک منطقهٔ مسکونی در ترکیه است که در استان قارص واقع شده‌است. اینکایا ۱٬۲۴۵ نفر جمعیت دارد و ۱٬۸۳۰ متر بالاتر از سطح دریا واقع شده‌است.